# Lesní stráž

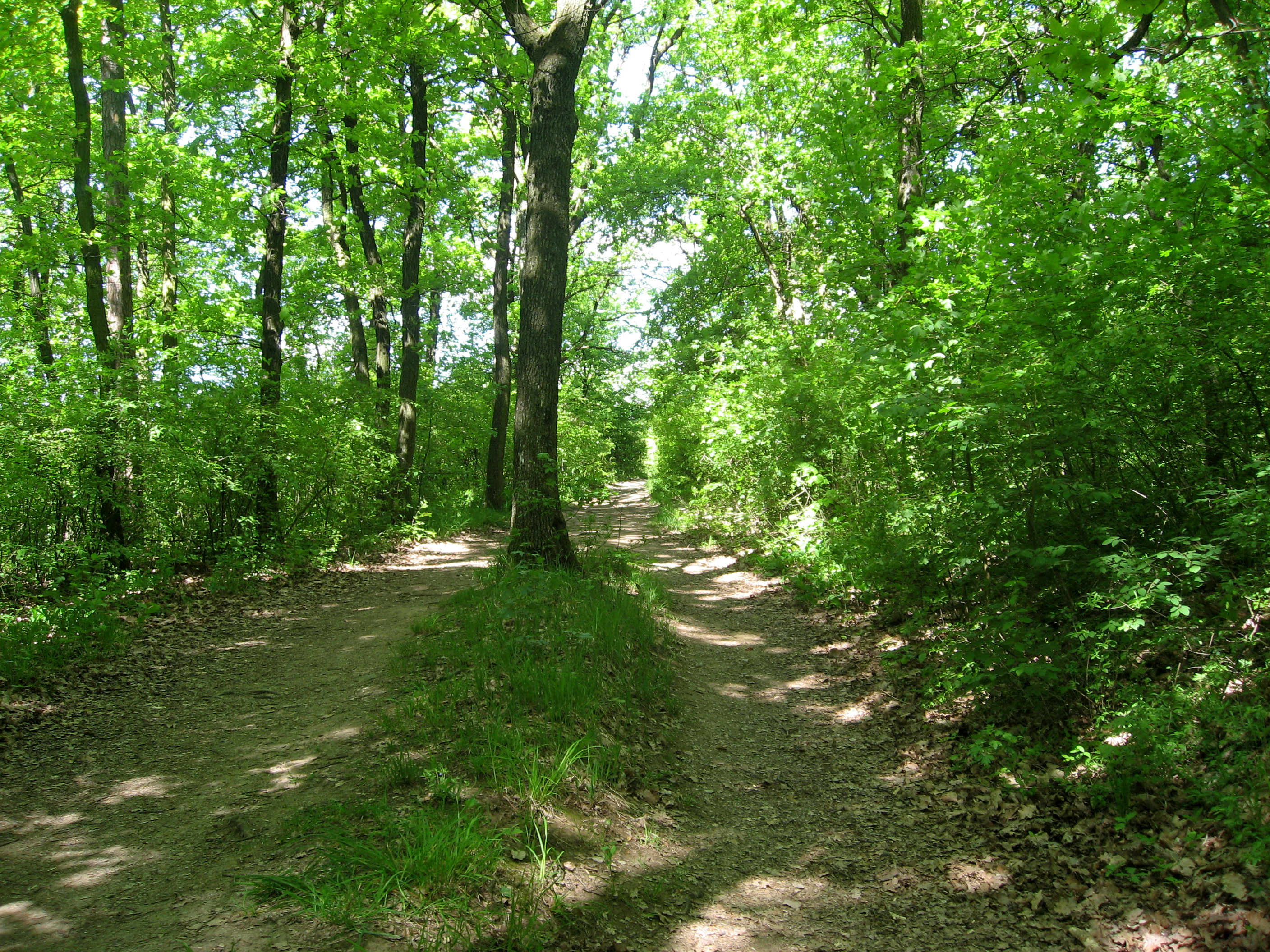
Lesní stráž vykonává činnost především v lese

Lesní stráž je fyzická osoba zajišťující ochrannou službu v lesích při obecném užívání lesů občany. Má služební odznak a průkaz lesní stráže, ve kterém je zaznamenán územní obvod její působnosti. Při výkonu činnosti má jako veřejná stráž status úřední osoby. 

## Kdo ustanovuje lesní stráž
Lesní stráž ustanovuje na návrh vlastníka lesa, nebo z vlastního podnětu, orgán státní správy lesů, a to podle místa, ve kterém má být ochranná služba navržené lesní stráže vykonávána. Tím je místně příslušný úřad obce s rozšířenou působností. V případě, že má být územní působnost navržené lesní stráže s přesahem více obcí s rozšířenou působností, pak je ustanovujícím orgánem krajský úřad, případně ministerstvo zemědělství. Na těchto úřadech je za ustanovování lesní stráže zodpovědný odbor životního prostředí.
Za svou činnost zodpovídá lesní stráž vlastníkovi lesa, který požádal o její ustanovení, nebo orgánu státní správy lesů, pokud byla stráž jmenována z jeho podnětu. Je-li lesní stráž ustanovena z podnětu vlastníka lesa, může být od něj také za výkon této činnosti honorována.

## Podmínky, které musí splňovat fyzická osoba
Lesní stráž musí splňovat následující podmínky: musí být občanem České republiky, musí být starší 21 let, nebyla odsouzena pro úmyslný trestný čin, je svéprávná, je zdravotně způsobilá, prokázala znalost práv a povinností lesní stráže podle zákona a znalost souvisejících předpisů. Musí též složit předepsaný slib: 

„Slibuji, že  jako lesní stráž budu s největší pečlivostí a svědomitostí plnit povinnosti při výkonu ochranné služby v lesích, že  budu při výkonu této činnosti dodržovat právní předpisy a nepřekročím oprávnění příslušející lesní stráži.“

## Oprávnění lesní stráže
Oprávnění lesní stráže jsou upravena § 39, zákona č. 289/95 Sb., o lesích. Lesní stráž je oprávněna při své činnosti zastavovat vozidla, jestliže se v nich nachází osoba, která porušila zákon o lesích, dále je oprávněna požadovat prokázání totožnosti osoby, která při obecném užívání lesa porušuje zákon, dále zadržet osobu, u které nelze zjistit její totožnost a neprodleně přivolat policii, nebo takovou osobu na policii předvést. Lesní stráž je oprávněna pořizovat audio, video a jiné záznamy osob a věcí na veřejně přístupných místech, nebo audio, video a jiné záznamy, je-li to nutné pro plnění úkolů lesní stráže. 

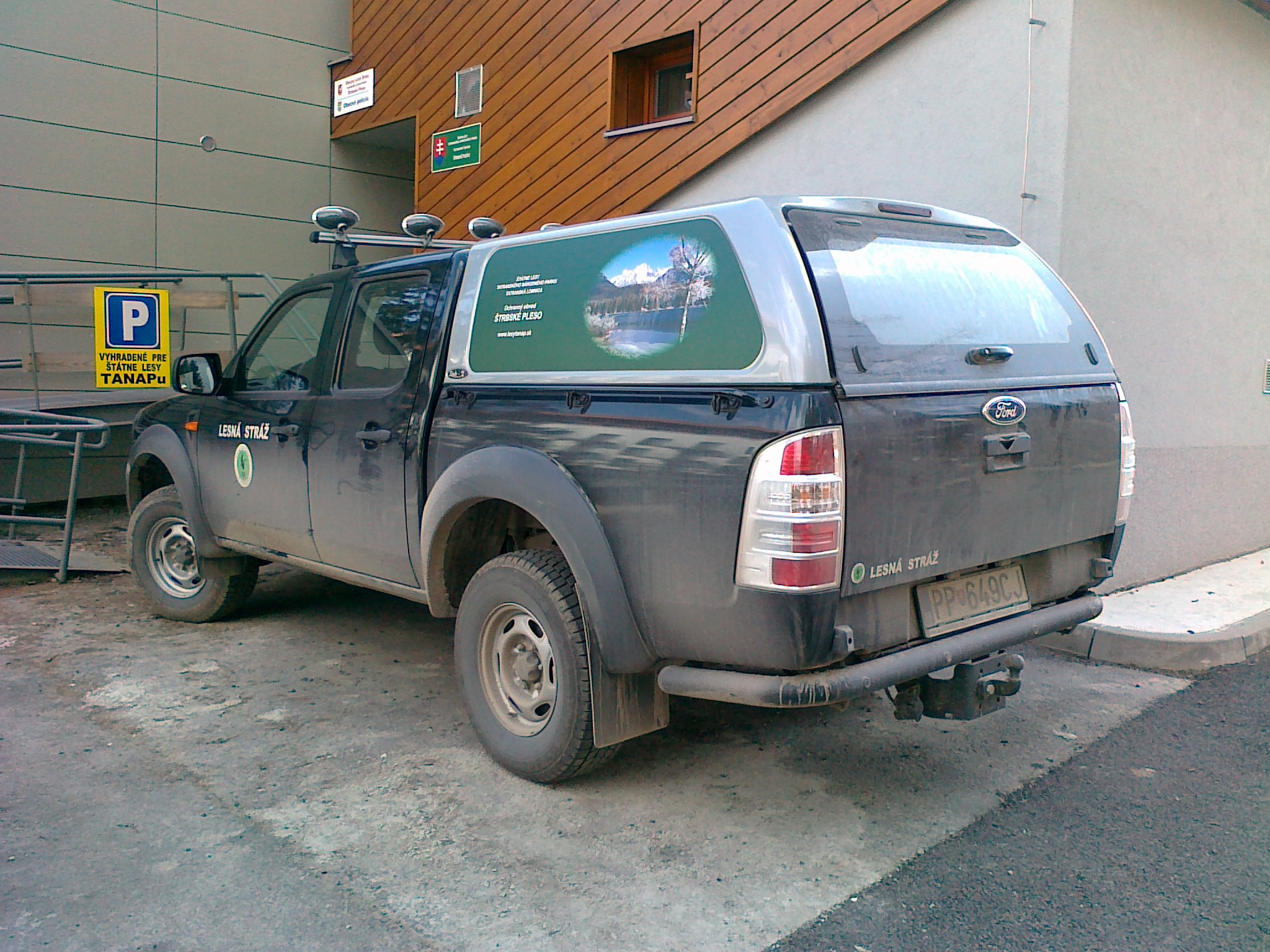
Vozidlo lesní stráže (Lesná stráž TANAP Slovensko)

Lesní stráž může ukládat a vybírat pokuty uložené v blokovém příkazním řízení. Pokutu může uložit např. tomu, kdo v lese kouří, odhazuje odpadky, ruší klid a ticho, krade vánoční stromky, táboří mimo vyhrazená místa, bez povolení poruší zákaz vjezdu a stání motorovým vozidlem, bez povolení sbírá semena lesních dřevin, apod. Lesní stráž je přitom oprávněna obrátit se na obecní policii nebo na Policii ČR, pokud nemůže sama zajistit splnění povinností.
Lesní stráž je podle § 127, zákona č. 40/2009 Sb., trestní zákoník, úřední osobou, z čehož jí vyplývá i další oprávnění ve formě zákonné výzvy. Každý je povinen uposlechnout výzvy úřední osoby při výkonu její pravomoci. Neuposlechnutí výzvy lesní stráže je přestupkem podle § 5, odst. 1, písm. a), zákona č. 251/2016, o některých přestupcích. 
Vyhrožování, či násilí vůči lesní stráži je pak posuzováno jako trestný čin podle § 325 a § 326, zákona č. 40/2009 Sb., trestní zákoník. 
Člen lesní stráže u sebe může mít krátkou palnou zbraň pokud splňuje podmínky k jejímu vlastnění, držení a nošení podle jiného právního předpisu (zákon o zbraních). Užít ji může v krajní nouzi a nutné obraně.

## Lesní stráž vokolních zemích
V Bavorsku jsou lesní stráží policisté, zaměstnanci státní správy lesů a osoby s příslušným povolením  lesního úřadu. Lesní stráž má při výkonu své činnosti postavení policejního úředníka.
V Rakousku má lesní stráž práva veřejné stráže a je při výkonu služby oprávněna nosit krátkou střelnou zbraň. Při své činnosti může např. vykázat z lesa osoby, které se dopustily porušení zákona. 
Na Slovensku má člen lesní stráže podobná práva a povinnosti jako v Česku. Při výkonu služby je oprávněn nosit zbraň a při zachování potřebné opatrnosti ji použít v nutné obraně, při zneškodňování zvířat a k varovnému výstřelu. 
V Polsku je lesní stráží zaměstnanec tzv. lesní služby. Lesní stráž se zabývá bojem s trestnými činy, přestupky a lesním pychem. Je oprávněna vést vyšetřování, vznášet obvinění, apod. Má právo nosit zbraň.